# Белоусов, Алексей Павлович
 Алексей Павлович Белоусов (род. 8 августа 1986, Иркутск) — российский хоккеист, защитник.

## Биография
Воспитанник томского хоккея. Выступал за команды «Металлург-2» Новокузнецк (2002/03 — 2005/06), «Металлург» Новокузнецк (2003/04 — 2005/06, 52 матча в Суперлиге), «Энергия» Кемерово (2006/07), «Лада» (1 матч в Суперлиге), «Лада-2», «Южный Урал» (все — 2007/08).